# ホワイ・ドント・ウィ・ドゥ・イット・イン・ザ・ロード
- ホワイ・ドント・ウィ・ドゥ・イット・イン・ザ・ロード
- ホワイ・ドント・ウィー・ドゥー・イット・イン・ザ・ロード

「ホワイ・ドント・ウィ・ドゥ・イット・イン・ザ・ロード」（Why Don't We Do It in the Road?）は、ビートルズの楽曲である。1968年に発表された9作目のイギリス盤公式オリジナル・アルバム『ザ・ビートルズ』に収録された。レノン＝マッカートニー名義となっているが、ポール・マッカートニーによって書かれた楽曲で、リード・ボーカルもマッカートニーが担当している。演奏時間は1分24秒と短いブルース調の楽曲で、ドラムとアコースティック・ギターのボディを叩く音、さらにハンドクラップの3種類のパーカッションと、マッカートニーの荒々しいボーカルが特徴。歌詞も、「道路でやろうじゃないか」を数回繰り返しその後「誰も見ていないさ、だから道路でやろうぜ」を2回繰り返すというシンプルなものとなっている。この曲は同じく歌詞の短い「ワイルド・ハニー・パイ」とは違い、歌詞が掲載されているが、楽曲中のリフレインは反映されていない。
マッカートニーは、インドのリシケーシュにてマハリシ・マヘーシュ・ヨーギーのもとで瞑想修行をしていた時に見たサルの交尾をモチーフに本作を書いた。後にマッカートニーは本作について、「セックスというより自由に関する原始的な声明」とコメントしている。

## レコーディング
「ホワイ・ドント・ウィ・ドゥ・イット・イン・ザ・ロード」のレコーディングは、1968年10月9日にEMIレコーディング・スタジオのスタジオ1で開始され、マッカートニーによるアコースティック・ギターとボーカルのみのアレンジで5テイク録音された。この時のアレンジは静かに歌唱するパートと荒々しく歌唱するパートを交互に演奏するというものだった。この時のアレンジは、1996年に発売された『ザ・ビートルズ・アンソロジー3』に収録された。
10月10日にマッカートニーのボーカル、ベース、リードギター、リンゴ・スターのドラムとハンドクラップが追加されて完成となった。

## ジョン・レノンの反応
本作のレコーディング当時、ジョン・レノンとジョージ・ハリスンは別の楽曲に取り組んでいたため、不参加となっている。
1980年のインタビューでレノンは、本作を褒める一方で「僕が歌っていたら、今よりももっといい歌になっていたはずだ」とコメントしている。同年に発表したソロ曲「スターティング・オーヴァー」では、本作のコードに似た「Why don't we take off alone?」というフレーズが登場する。

## リリース・評価
「ホワイ・ドント・ウィ・ドゥ・イット・イン・ザ・ロード」は、1968年11月22日に発売されたオリジナル・アルバム『ザ・ビートルズ』のB面7曲目に収録されていて、本作の次曲には同じくマッカートニー作のアコースティック・ナンバー「アイ・ウィル」が収録されている。この配置についてマッカートニーは「『ホワイ・ドント・ウィ・ドゥ・イット・イン・ザ・ロード』があったら、今度はロマンティックな『アイ・ウィル』がある。それは僕という同じ男の感情であり、その両方の曲を書いたのも僕なんだ」とコメントしている。
1996年に発売された『ザ・ビートルズ・アンソロジー3』と2018年に発売された『ザ・ビートルズ (ホワイト・アルバム) 〈50周年記念アニバーサリー・エディション〉』には、本作のテイク5が収録された。
アルバム『ザ・ビートルズ』の発売50周年に連動して、『インデペンデント』誌のジェイコブ・ストールワーシーはアルバムに収録された30曲の中から27位に選出した。ストールワーシーは、本作について「本質的にはポール・マッカートニーのソロ曲であり、インドの路上で2匹のサルがセックスをしている光景に触発された曲としては最高の出来」と評した。

## クレジット
※出典
- ポール・マッカートニー - リード・ボーカル、アコースティック・ギター、ピアノ、エレクトリック・ギター、ベース、ハンドクラップ
- リンゴ・スター - ドラム、ハンドクラップ